# Estudios De Lane Lea

Warner Bros. De Lane Lea Studios son unos estudios de grabación ubicados en el Soho londinenese.
Aunque los estudios se han utilizado habitualmente para el doblaje de películas, las instaciones también han sido usadas por artistas como The Animals, The Beatles, Soft Machine, Queen, The Rolling Stones, Bee Gees, The Who, The Jimi Hendrix Experience, Pink Floyd, Wishbone Ash, Renaissance, Electric Light Orchestra, Slade o Deep Purple para sus grabaciones discográficas.

## Historia
El Mayor William De Lane Lea, un agregado de inteligencia francés del gobierno británico, fundó los estudios en 1947 para doblar películas inglesas al francés. Los estudios se fueron adaptando de acuerdo a la demanda del mercado y se expandieron significativamente a lo largo de las décadas de 1960 y 1970. La grabación de música aumentó y el crecimiento de la radio y la televisión comercial también condujo a nuevos trabajos en publicidad. De Lane Lea fue sucedido a su muerte en 1964 por su hijo Jacques, quien también era productor de cine, director y escritor. Dejó la empresa en 1978.
De Lane Lea se especializó en la posproducción de sonido para cine y televisión. Incluye seis estudios individuales, incluido Studio 1, el teatro de doblaje más grande de la ciudad con una de las consolas de mezclas AMS Neve DFC más potentes de Europa, construida sobre lo que antes era un estudio de televisión y antes un estudio de grabación orquestal. Los estudios han sido utilizados para películas de directores como Nick Park, Tim Burton, Mike Newell, Guillermo del Toro y Chris Weitz.
Warner Bros. adquirió las instalaciones en 2012.